# Бузето-Паліццоло
Бузето-Паліццоло (італ. Buseto Palizzolo, сиц. Palazzolu) — муніципалітет в Італії, у регіоні Сицилія,  провінція Трапані.
Бузето-Паліццоло розташоване на відстані близько 440 км на південь від Рима, 60 км на захід від Палермо, 19 км на схід від Трапані.
Населення — 2983 особи (2014).
Щорічний фестиваль відбувається 16 липня. Покровитель — Maria Santissima del Carmelo.

## Демографія
Населення за роками:

Станом на 1 січня 2023 року в муніципалітеті офіційно проживало 100 іноземців з 21 країни, серед них 19 громадян країн Євросоюзу та 1 громадянин України.

## Сусідні муніципалітети
- Калатафімі-Седжеста
- Кастелламмаре-дель-Гольфо
- Кустоначі
- Ериче
- Трапані
- Вальдериче